# Saint-Étienne-la-Cigogne

Saint-Étienne-la-Cigogne este o comună în departamentul Deux-Sèvres, Franța. În 2009 avea o populație de 130 de locuitori.